# هكتور لانغ
هكتور لانغ هو سياسي كندي، ولد في 5 سبتمبر 1871، وتوفي في 11 مارس 1952. حزبياً، نشط في الحزب الليبيرالي الألبرتي. وقد انتخب عضو الجمعية التشريعية ألبرتا.